# Quel che il giorno deve alla notte
Quel che il giorno deve alla notte (Ce que le jour doit à la nuit) è un romanzo scritto da Yasmina Khadra nel 2008. L'azione si svolge principalmente nell'Algeria francese dal 1930 al 1962, gli anni della coabitazione tra europei e arabi e poi della sanguinosa guerra per l'indipendenza dalla Francia.

## Trama
Younes, un giovane algerino di 9 anni, vive con i suoi genitori e la sorella. Il padre, contadino sommerso di debiti, è costretto a vendere le terre e ad affidare il figlio al fratello, un farmacista integrato nella comunità francese di Orano. Yonas diventa Jonas e cresce assieme a tre giovani coloni francesi con cui instaura un'amicizia fortissima, che però verrà turbata dall'arivo di Emilie, giovane ragazza di cui Jonas si innamorerà.
Nel corso degli anni scoprirà l'amore per la sua terra, i valori trasmessi da suo padre, l'amicizia, ma anche l'ingiustizia, la guerra e la miseria.

## Edizioni italiane
- Quel che il giorno deve alla notte, traduzione di Marco Bellini, Collana Strade blu. Fiction, Milano, Mondadori, 2009, ISBN 978-88-045-9155-9. - Collana Piccola Biblioteca Oscar, Mondadori, 2010, ISBN 978-88-046-0219-4.

## Premi letterari
- Prix Roman France Télévisions, 2008
- Meilleur livre de l'année 2008, premiato come migliore romanzo per la rivista Lire
- Prix des Lecteurs corses, 2009

## Adattamento cinematografico
Nel 2012 in Francia è stato realizzato il film omonimo Ce que le jour doit à la nuit, diretto dal regista Alexandre Arcady.